# Cinturó de l'Empordá
El Cinturó de l'Empordà (en español: Cinturón del Ampurdán) es una carrera ciclista por etapas española que se disputa en la comarca histórica gerundense del Ampurdán, en el mes de octubre. Siendo la última carrera ciclista profesional de la temporada que se corría en España.
Esta carrera es hereditaria de la Volta a l'Empordà que se disputó entre 1975 y 1994 dentro del calendario amateur. Las primeras ediciones del Cinturó de l'Empordá fueron también amateurs y a partir del 2008 formó parte del UCI Europe Tour en la categoría 2.2.

## Palmarés

### Volta a l'Empordà
| Año  | Ganador                  | Segundo              | Tercero            |
| ---- | ------------------------ | -------------------- | ------------------ |
| 1975 | José Enrique Cima        | Paul Wellens         |                    |
| 1978 | Guy Nulens               |                      |                    |
| 1979 | Jan Bogaert              |                      | Benny Van Brabant  |
| 1981 | Ronny Penxten            | Jos Haex             |                    |
| 1982 | Teun van Vliet           | Pello Ruiz Cabestany |                    |
| 1985 | José Luis Villanueva     | Henri Abadie         |                    |
| 1986 | John van den Akker       | Luc Leblanc          | Johannes Draaijer  |
| 1987 | Francisco Javier Mauleón | Manuel Gonzalo       |                    |
| 1989 | Bruno Huger              | Jörg Paffrath        | Jens Zemke         |
| 1990 | Marc Wauters             | Dimitri Tcherkachine | Sylvain Bolay      |
| 1993 | Jaime Hernández          |                      |                    |
| 1994 | Michael Andersson        | Niklas Axelsson      | Guennadi Mikhailov |

### Cinturó de l'Empordà
En amarillo: edición amateur.
| Año  | Ganador                | Segundo            | Tercero                  |
| ---- | ---------------------- | ------------------ | ------------------------ |
| 2000 | Sergi Escobar          | Bandera de ?       | Bandera de ?             |
| 2001 | Didac Cuadros          | Bandera de ?       | Bandera de ?             |
| 2002 | Santiago Segú          | Bandera de ?       | Bandera de ?             |
| 2003 | Lars Teutenberg        | Jean-Luc Delpech   | Fabien Fraissignes       |
| 2004 | Rémi Pauriol           | Karl Zoetemelk     | Huub Duyn                |
| 2005 | Giovanni Báez          | Isaac Escola       | Dani Vancells            |
| 2006 | Rafael Rodríguez       | Loïc Herbreteau    | Ibon Zugasti             |
| 2007 | Gatis Smukulis         | Fabien Fraissignes | Sébastian Fournet        |
| 2008 | Luca Zanasca           | Antonio Olmo       | Mikel Nieve              |
| 2009 | Francisco José Ventoso | Ibon Zugasti       | Emanuele Sella           |
| 2010 | José Herrada           | Moisés Dueñas      | Vicente García de Mateos |
| 2011 | Paul Voss              | Julien Antomarchi  | Adrián Sáez de Arregi    |

## Palmarés por países
| País     | Victorias |
| -------- | --------- |
| España   | 6         |
| Alemania | 2         |
| Francia  | 1         |
| Colombia | 1         |
| Letonia  | 1         |
| Italia   | 1         |